# Alfano
Alfano község (comune) Olaszország Campania régiójában, Salerno megyében.

## Fekvése
A Cilento Nemzeti Park területén fekszik. Határai: Laurito, Roccagloriosa és Rofrano.

## Története
A település első említése a 15. század végéről származik, de a vidék valószínűleg már az ókor során lakott volt. A következő századokban nemesi családok birtokolák (Caraffa, Deal Verme) és a policastrói grófság része volt. A település 1806-ban lett önálló község, amikor a Nápolyi Királyságban felszámolták a feudalizmust.

## Népessége
A népesség számának alakulása:

## Főbb látnivalói
- Palazzo Novelli - az 1700-as években épült nemesi palota
- Palazzo dei Baroni Speranza - 18. században épült nemesi palota